# Romain Mesnil
Romain Mesnil (Le Plessis-Bouchard, 13 luglio 1977) è un ex astista francese.

## Biografia
Nel 2003, ha realizzato la miglior performance mondiale dell'anno saltando la misura di 5,95 metri ma, essendo stato eliminato nelle qualificazioni, non ha partecipato ai campionati mondiali di atletica leggera di casa disputati a Parigi.
Nel 2007, ha difeso i colori della nazionale francese ai Campionati del mondo di atletica leggera 2007 di Ōsaka dove ha vinto la medaglia d'argento realizzando la misura di 5,86 metri.
Nel marzo 2009, dopo aver rotto con il proprio sponsor, è balzato alle cronache per aver pubblicato sul sito YouTube un video di protesta in cui corre nudo, con l'asta in mano, per le vie di Parigi e, successivamente, per essersi messo in vendita su eBay.
L'operazione mediatica gli ha permesso di trovare una nuova sponsorizzazione da 23 000 euro..
Si è ritirato dalla carriera agonistica nel luglio 2013. L'ultima sua apparizione nel salto con l'asta è stata al Meeting de Paris disputatosi il 6 luglio 2013 allo Stade de France.

## Palmarès
| Anno | Manifestazione    | Sede              | Evento           | Risultato      | Prestazione | Note                                     |
| ---- | ----------------- | ----------------- | ---------------- | -------------- | ----------- | ---------------------------------------- |
| 1996 | Mondiali juniores | Sydney            | Salto con l'asta | Qualificazione | 5,10 m      |                                          |
| 1998 | Europei indoor    | Valencia          | Salto con l'asta | 8º             | 5,50 m      |                                          |
| 1998 | Europei           | Budapest          | Salto con l'asta | Qualificazione | nm          |                                          |
| 1999 | Mondiali indoor   | Maebashi          | Salto con l'asta | 6º             | 5,70 m      |                                          |
| 1999 | Universiadi       | Palma di Maiorca  | Salto con l'asta | Bronzo         | 5,55 m      |                                          |
| 1999 | Europei under 23  | Göteborg          | Salto con l'asta | Oro            | 5,93 m      | Record dei campionati                    |
| 1999 | Mondiali          | Siviglia          | Salto con l'asta | Finale         | nm          |                                          |
| 2000 | Giochi olimpici   | Sydney            | Salto con l'asta | Qualificazione | 5,40 m      |                                          |
| 2001 | Mondiali indoor   | Lisbona           | Salto con l'asta | Bronzo         | 5,85 m      |                                          |
| 2001 | Mondiali          | Edmonton          | Salto con l'asta | 5º             | 5,85 m      |                                          |
| 2002 | Europei indoor    | Vienna            | Salto con l'asta | Qualificazione | 5,55 m      |                                          |
| 2002 | Europei           | Monaco di Baviera | Salto con l'asta | Qualificazione | nm          |                                          |
| 2003 | Mondiali indoor   | Birmingham        | Salto con l'asta | 7º             | 5,60 m      |                                          |
| 2003 | Mondiali          | Parigi            | Salto con l'asta | Qualificazione | nm          |                                          |
| 2004 | Mondiali indoor   | Budapest          | Salto con l'asta | 7º             | 5,60 m      |                                          |
| 2004 | Giochi olimpici   | Atene             | Salto con l'asta | Qualificazione | 5,65 m      |                                          |
| 2006 | Mondiali indoor   | Mosca             | Salto con l'asta | Qualificazione | nm          |                                          |
| 2006 | Europei           | Göteborg          | Salto con l'asta | Argento        | 5,65 m      |                                          |
| 2007 | Mondiali          | Osaka             | Salto con l'asta | Argento        | 5,86 m      | Miglior prestazione personale stagionale |
| 2008 | Giochi olimpici   | Pechino           | Salto con l'asta | Qualificazione | 5,55 m      |                                          |
| 2009 | Europei indoor    | Torino            | Salto con l'asta | 7º             | 5,61 m      |                                          |
| 2009 | Mondiali          | Berlino           | Salto con l'asta | Argento        | 5,85 m      | Miglior prestazione personale stagionale |
| 2010 | Europei           | Barcellona        | Salto con l'asta | 8º             | 5,60 m      |                                          |
| 2011 | Mondiali          | Taegu             | Salto con l'asta | Finale         | nm          |                                          |
| 2012 | Mondiali indoor   | Istanbul          | Salto con l'asta | 8º             | 5,50 m      |                                          |
| 2012 | Europei           | Helsinki          | Salto con l'asta | Qualificazione | nm          |                                          |
| 2012 | Giochi olimpici   | Londra            | Salto con l'asta | 8º             | 5,50 m      |                                          |

## Altre competizioni internazionali
2003
- Coppa Europa di atletica leggera ( Firenze)

2006
- Coppa Europa di atletica leggera ( Malaga)

2007
- Coppa Europa di atletica leggera ( Monaco di Baviera)